# 琅琊道
琅琊道，中华民国初期设置的道，属山东省。
民国十四年（1925年）10月，奉系军阀、山东督办兼省长张宗昌废除袁世凯时代设置的山东四道（济南道、济宁道、东临道，胶东道），将山东省分为十一道。琅琊道由濟寧道分置，道尹驻臨沂縣（今山东省临沂市）。辖臨沂縣、日照县、郯城县、莒縣、沂水县、費縣、蒙陰縣等7縣。辖境相当今山东临沂市、日照市大部。民国十七年（1928年）5月，国民革命军北伐後废。 